# Pogonatum nanum
Pogonatum nanum là một loài Rêu trong họ Polytrichaceae. Loài này được (Schreb. ex Hedw.) P. Beauv. miêu tả khoa học đầu tiên năm 1805.